# シャルル8世 (フランス王)
シャルル8世（Charles VIII, 1470年6月30日 - 1498年4月7日）は、ヴァロワ朝第7代のフランス王（在位：1483年 - 1498年）。温厚王（l'Affable）と呼ばれた。イタリア戦争を始めたフランス王として知られる。

## 生涯
フランス王ルイ11世とシャルロット・ド・サヴォワの息子として1470年にアンボワーズ城で生まれた。兄はいたがいずれも夭逝しており、1483年8月30日父王の死去により13歳で即位、姉アンヌ・ド・ボージュー、義兄ブルボン公ピエール2世夫妻の摂政下に置かれた。
シャルル8世は当初ハプスブルク家のローマ王（のちの神聖ローマ皇帝）マクシミリアンの娘マルグリットと婚約していた。マルグリットは、誘拐同然にフランスへ送られてアンヌ・ド・ボージューの下で養育され、シャルル8世と幼くして形式的な結婚をした。一方、マクシミリアンはマルグリットの母で最初の妃であるマリー・ド・ブルゴーニュをすでに亡くしており、ブルターニュ公国の継承権を持つアンヌ・ド・ブルターニュと婚約していた。しかし、シャルル8世はマルグリットとの結婚を解消し、1491年12月6日にアンヌと政略結婚した。しかも元の妃マルグリットを、マクシミリアンが武力に訴えるまで返さなかった。
アンヌ・ド・ブルターニュとの結婚以後自立するようになり、1494年、16世紀前半のヨーロッパ史上重大な影響を与えることになるイタリア戦争を開始した。ナポリ王国の継承権を主張するシャルルは、フランス軍を率いてイタリア半島を南下した。彼はローマを経て1495年2月22日ナポリに入城し、戴冠してナポリ王となった。
しかし、フランスのイタリア介入を嫌うヴェネツィア共和国やローマ教皇アレクサンデル6世、ミラノ公ルドヴィーコ・スフォルツァらの同盟軍に包囲され、多大の損害を出してフランスに逃げ帰った。このイタリア遠征の失敗によってフランスは莫大な負債を抱えることになる。1498年にうっかり鴨居に頭を打ちつける事故を起こし、間もなく死亡した。遺体はサン＝ドニ大聖堂に、心臓はクレリ大聖堂に埋葬された。
シャルル8世は王妃アンヌとの間に3男1女をもうけたが、長男のシャルル＝オルランを含めいずれも夭逝しており、シャルル8世の死によってヴァロワ家の本流は断絶した。そのため、サリカ法によって、シャルル5世の曾孫、父ルイ11世の又従弟に当たる、傍系ヴァロワ＝オルレアン家のオルレアン公ルイ2世がルイ12世として王位を継いだ。

## 子女
アンヌ・ド・ブルターニュとの間に以下の子女をもうけたが、いずれも早世した。
- シャルル＝オルラン（1492年 - 1495年）
- シャルル（1496年9月8日 - 10月2日）
- フランソワ（1497年）
- アンヌ（1498年）